# WCT Fall Finals 1982
Il WCT Fall Finals 1982 è stato un torneo di tennis giocato sul sintetico indoor. È stata l'unica edizione del torneo, che fa parte del World Championship Tennis 1982. Il torneo si è giocato a Napoli in Italia dal 14 al 17 ottobre 1982.

## Campioni

### Singolare maschile
Ivan Lendl ha battuto in finale  Wojciech Fibak con il punteggio di 6–4, 6–2, 6–1